# Геде (Шлезвіг-Гольштейн)
Геде (нім. Heede) — громада в Німеччині, розташована в землі Шлезвіг-Гольштейн. Входить до складу району Піннеберг. Складова частина об'єднання громад Ранцау.
Площа — 15,48 км2. Населення становить 762 ос. (станом на 31 грудня 2020).